# David Threlfall
David Threlfall, né le 12 octobre 1953 dans le quartier de Burnage à Manchester, est un acteur et réalisateur anglais. Il est connu pour avoir joué Frank Gallagher dans la série Shameless. Il a aussi joué dans Master and Commander : De l'autre côté du monde en 2003 et Nowhere Boy en 2009.

## Vie privée
Il est marié à Brana Bajic depuis 1995, avec qui, il a deux enfants.

## Filmographie
| Year      | Title                                           | Rôle                 |
| --------- | ----------------------------------------------- | -------------------- |
| 1992      | Jeux de guerre                                  | Inspecteur Highland  |
| 2003      | Master and Commander : De l'autre côté du monde | Preserved Killick    |
| 2006      | Alien Autopsy                                   | Jeffrey              |
| 2007      | Hot Fuzz                                        | Martin Blower        |
| 2009      | Nowhere Boy                                     | George Smith         |
| 2004-2013 | Shameless                                       | Frank Gallagher      |
| 2014      | Black Sea                                       | Peters               |
| 2018      | Troie : La chute d'une cité                     | Roi Priam            |
| 2024      | Nightsleeper (mini-série)                       | Paul « Pev » Peveril |